# سیارک ۱۰۵۷۷
سیارک ۱۰۵۷۷ (به انگلیسی: 10577 Jihcesmuzeum، نامگذاری:1995JC) ده هزار و پانصد و هفتاد و هفتمین سیارک کشف شده‌است که در ۲ مه ۱۹۹۵ کشف شد.